# Kanadadagen

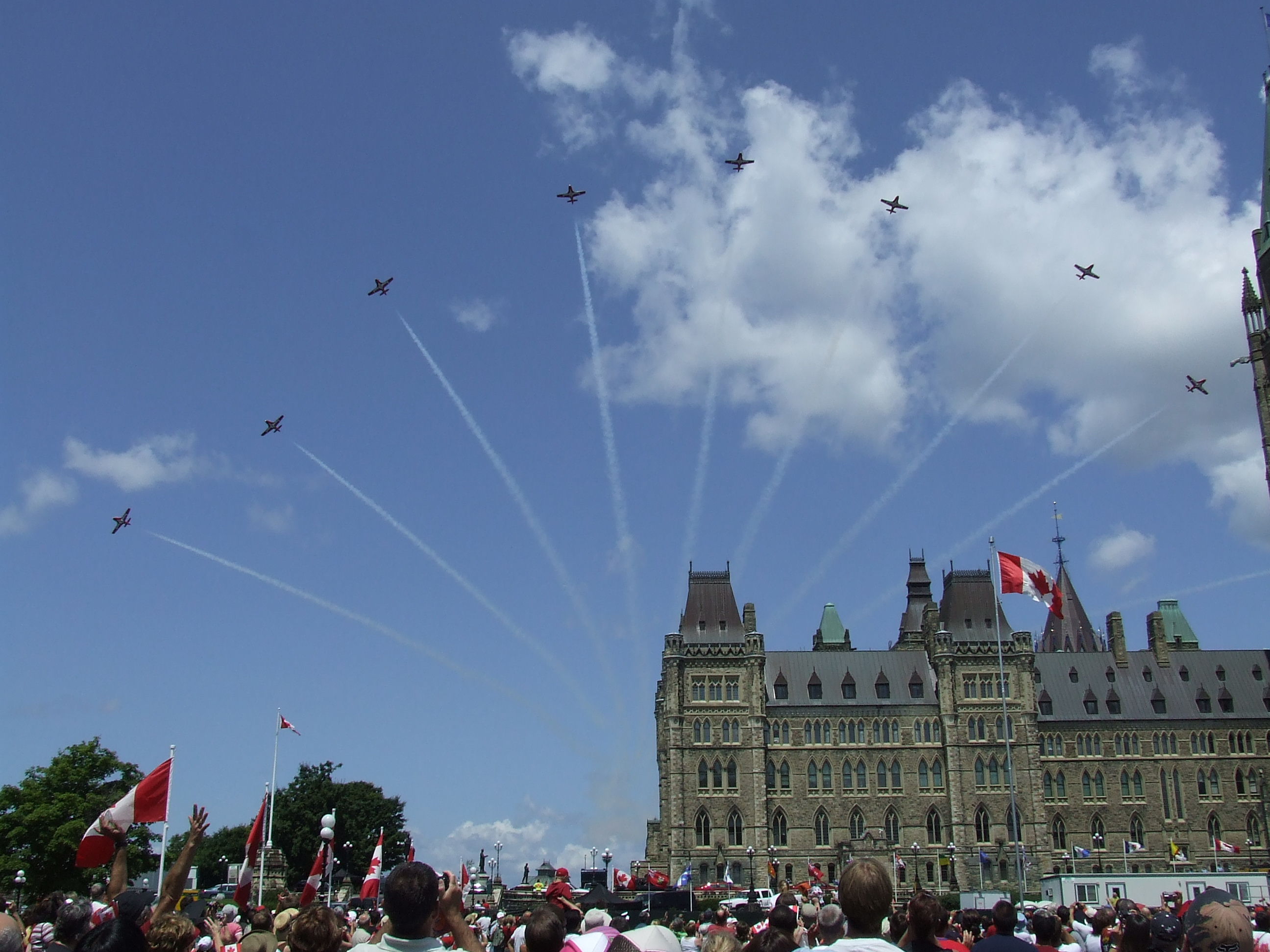
Flyguppvisning med Snowbirds på Kanadadagen 2008 ovanför Kanadas parlament i Ottawa.

Kanadadagen (engelska: Canada Day, franska: Fête du Canada) tidigare Dominionsdagen (engelska: Dominion Day) eller Konfederationsdagen (engelska: Dominion Day, franska: Jour de la Confédération), är Kanadas nationaldag och firas till minne av British North America Act, som skapade den kanadensiska statsbildningen, då en dominion bestående av fyra provinser inom det Brittiska imperiet. Dagen firas både i och utanför Kanada.

## Ursprung
Dagen kallas populärt också "Kanadas födelsedag", bland annat i pressen, och firas till minne av då tre kolonier i Brittiska Nordamerika, nämligen Nova Scotia, New Brunswick och Provinsen Kanada, blev en federation av fyra provinser (provinsen Kanada delades upp i Ontario och Quebec) den 1 juli 1867. Trots att Kanada då anses ha blivit ett eget kungarike behöll Storbritannien begränsad rätt till politisk kontroll över landet, vilket stegvis avskaffades med åren. Fullständig självständighet uppnådde Kanada i och med författningsändringen Constitution Act, 1982 och dess brittiska motsvarighet Canada Act 1982. Samma år byttes nationaldagens namn till det nuvarande.